# Menahem Romano
Menahem Avram Romano (hebr.: מנחם בן אברהם רומנו; Sarajevo, 20. svibnja 1882. – Sarajevo, 31. listopada 1968.), židovski teolog i sarajevski rabin, nadrabin SFR Jugoslavije.

## Životopis
Menahem Avram Romano je rođen 1882. godine u Sarajevu, u poznatoj sefardskoj obitelji nadrabina Merkada Avrama J. Romana koji je 1913. napustio Sarajevo i otišao u Jeruzalem da umre i tamo bude pokopan 1937. godine. Romano je uz hrvatski govorio hebrejski i ladino (judeošpanjolski) jezik. Kao sin sarajevskog nadrabina, već od rane mladosti želio postati rabin u čemu su ga roditelji svesrdno podržavali. Rabinsku školu je završio u Sarajevu, da bi potom prvi rabinski poziv obavljao u Banjoj Luci. Godine 1902. oženio je Rahelu Kanihi iz Višegrada s kojom je imao tri sina; Jašu, Majera i Samuela, te dvije kćeri; Blanku i Rikicu. Starija kći rabina Romana, Blanka, je preminula od tuberkuloze još prije Drugog svjetskog rata. U periodu Austro-Ugarske Monarhije, kao mlad, učen i ambiciozan rabin svestrano je bio angažovan u svim i ostalim židovskim aktivnostima. Svesrdno je pomagao u brizi za siromašne židovske obitelji, djecu-siročad, bolesne, za školovanje židovske djece u višim školama u Zagrebu i Beču i sve ostalo vezano za humanitarne aktivnosti. U cilju očuvanja duge židovske tradicije, bio je veoma uporan u zbližavanju židovskih obitelji u manjim mjestima. Zalagao u podizanju templova (sinagoga) i očuvanju starih židovskih groblja. Nakon Banja Luke, da bi svojoj djeci omogućio obrazovanje, 1919. godine s obitelji se preselio u Zagreb gdje je preuzeo dužnost sefardskog rabina.
Godine 1936. s porodicom se vratio u Sarajevo. Tada, pored rabinske dužnosti, postavljen je za vjeroučiteIja u rabinskoj školi. Taj period sve do 1941. godine Romano je proučavao povijest židovskog naroda od vremena izgnanstva Židova iz Španjolske. U svom "maniskriptu" pod nazivom "O Sarajevskim rabinima", Romano je temeljno i vjerodostojno opisao visoke svećeničke ličnosti u periodu od 1623. do 1941. godine. Drugi svjetski rat i Holokaust Romano je sa suprugom preživio zahvaljujući sinu, dr. Samuelu Romanu, koji ih je pomoću svoje veze sakrio u Starom Petrovom selu gdje su se krili od ustaša kao seljaci tj. u danima ustaških racija mještani su ih skrivali u zemunicama. Holokaust nažalost nije preživjela rabinova mlađa kćer, Rikica, koja je sa svojim suprugom ubijena nakon što su bili odvedeni iz Šapca u nepoznato. Mehanem Romano se nakon rata vratio u Sarajevo, u zgradu u Štrosmajerovoj ulici u kojoj je živio s obitelji do okupacije Jugoslavije 1941. godine. Sinove je otpratio u obranu Jugoslavije riječima: "I vi ste djeca ove zemlje i vas je ona u svojim njedrima ljuljala i red je da joj puna srca uzvratite!" 
Od 1946. godine obavljao je dužnost sarajevskog rabina. Pored revnosnog obavljanja vjerskih dužnosti, aktivno je učestvovao u Židovskoj zajednici na teritoriju SR Bosne i Hercegovine. Zahvaljujući požrtvovanom radu, bliskosti, suradnji i poštovanju svih ostalih konfesija i vlasti imenovan je za nadrabina SFR Jugoslavije. Tu dužnost je obavljao sve do svoje smrti, 1968. godine. Tokom života više puta je posjećivao Izrael i grob roditelja, te iako je dugo razmišljao da poput roditelja odseli u Izrael i tamo bude pokopan, nakon razgovora sa sinovima odlučio je ostati u Bosni i Hercegovini. Imao je sedmero unučadi. Dana 16. prosinca 1966. umrla mu je žena Rahela. Menahem Avram Romano je preminuo 31. listopada 1968. godine, nepune dvije godine nakon supruge, u svome sarajevskom stanu. Pokopan je uz sve vjerske i državne počasti, uz prisustvo velikog broja inozemnih rabina, na pročelju sefardskog groblja na Barama (u Sarajevu) pored mošti supruge Rahele.
Menahem Avram Romano je za života bio počasni građanina grada Sarajeva.

## Vanjske poveznice
- Menahem Romano na geni.com